# Styrmand Karlsen
Styrmand Karlsen er en dansk film fra 1958, bygget over lystspillet Styrmand Karlsens flammer fra 1929. Inden lystspillet blev til film, var det i 1955 blevet omsat til radioteater. Filmens manuskript er skrevet af Paul Sarauw, John Olsen og Annelise Reenberg, der også har instrueret.

## Medvirkende
- Johannes Meyer
- Axel Strøbye
- Frits Helmuth
- Emil Hass Christensen
- Ebbe Langberg
- Dirch Passer
- Ghita Nørby
- Bodil Udsen
- Ove Sprogøe
- Clara Østø
- Helge Kjærulff-Schmidt
- Karl Stegger
- Jeanne Darville
- Gabriel Axel
- Knud Hallest
- Poul Thomsen
- Hugo Herrestrup
- Bent Vejlby
- Bodil Sangill